# Pierre Funck

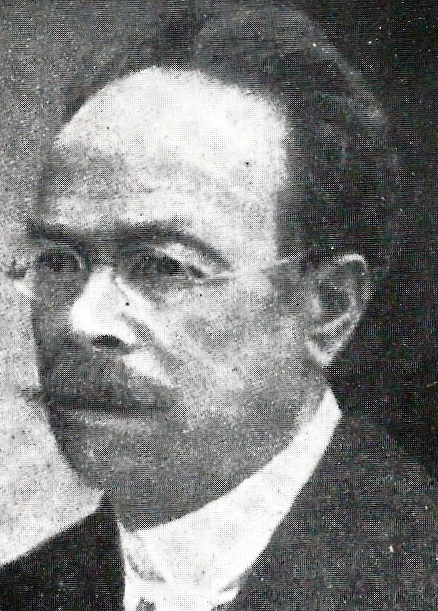
Pierre Funck

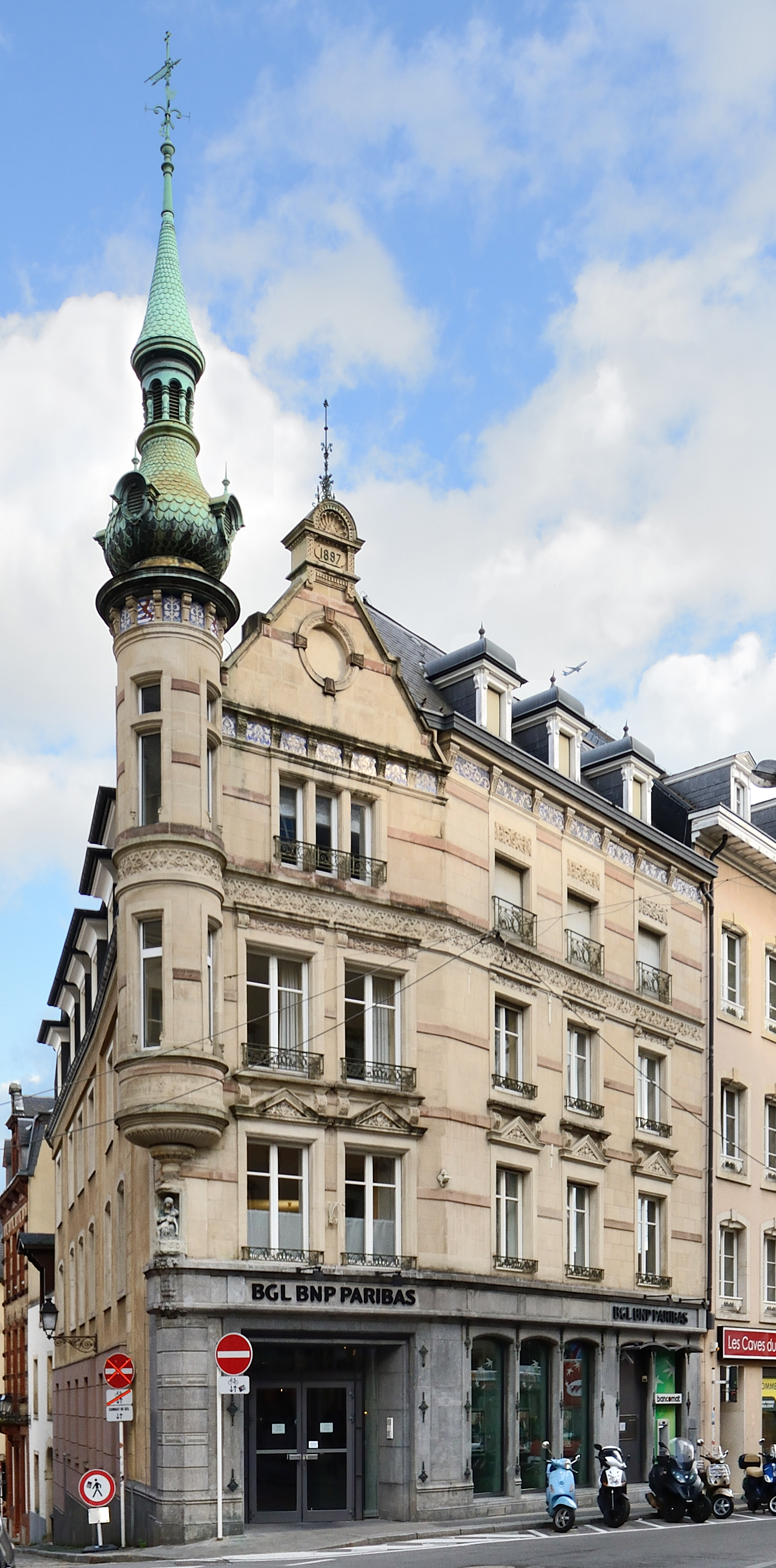
Der Conrotseck in der Stadt Luxemburg. Die Pläne für die „neue“ Fassade von 1897 waren von Pierre Funck.

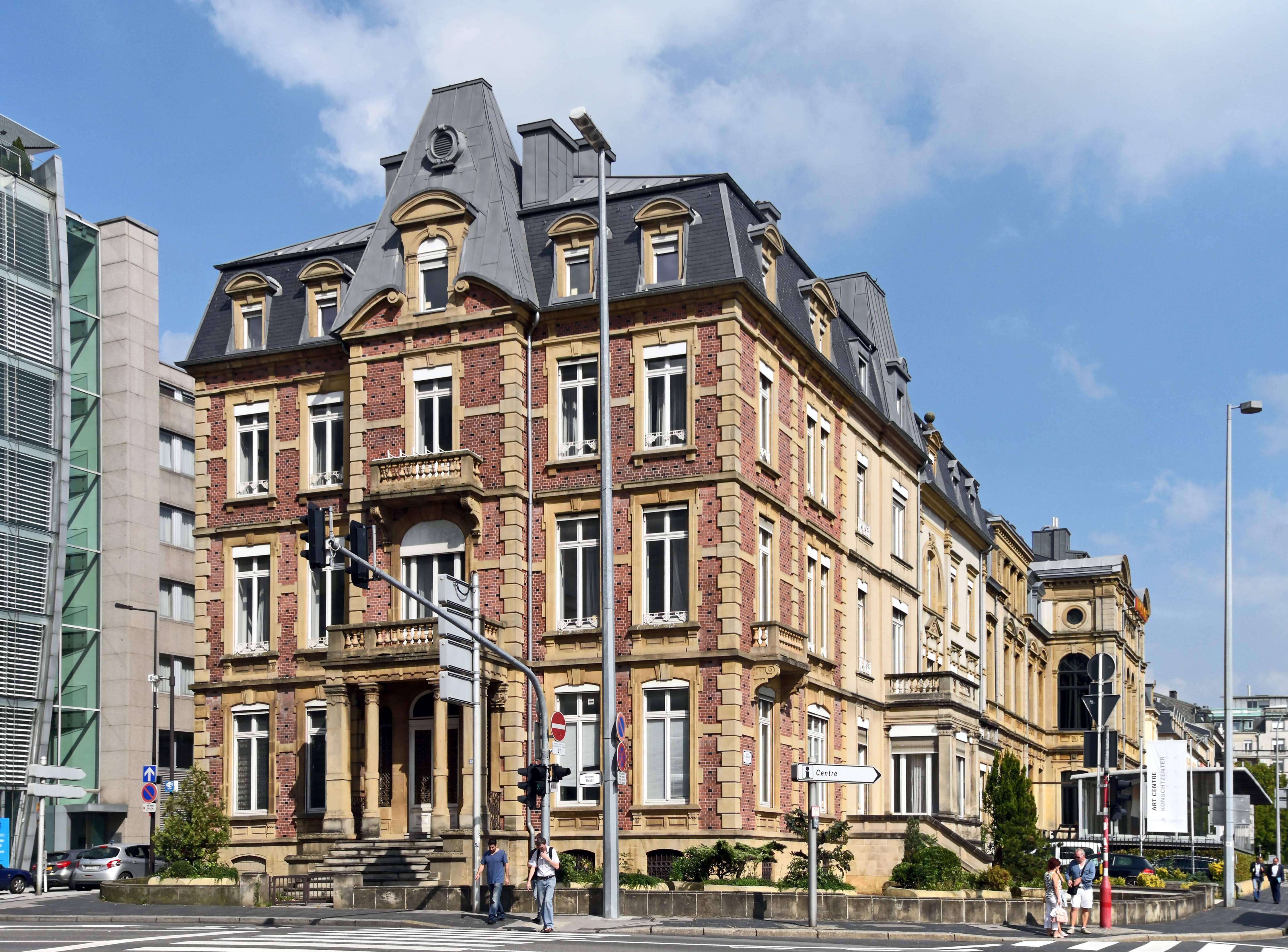
Das Servais-Haus in der Stadt Luxemburg.

Pierre Funck, auch Peter Funck (geboren 30. April 1846 in Luxemburg (Stadt); gestorben 8. Mai 1932 ebenda) war ein luxemburgischer Architekt.

## Leben
Er hat an der École des beaux-arts in Paris Architektur studiert und auch dort sein Diplom erhalten.
Von ihm ist der Konvikt, die Gebäude der Champagenerkellerei Mercier in Luxemburg, das Letelliers-Schloss in Osterholz und zusammen mit Paul Funck hat er den alten Hauptsitz der Banque internationale à Luxembourg entworfen und die Arbeiten ausgeführt. Zusammen mit seinem Sohn Paul Funck hat er den Cercle Municipal in Luxemburg-Stadt, zusammen mit dem Münchener Architekt Max Ostenrieder, das Schloss Berg, und zusammen mit seinem Schwiegervater, dem Architekten Jean-François Eydt, die Badanstalt in der Bädergasse in der Stadt Luxemburg von 1873 bis 1875 gebaut.
Am 10. September 1880 war er Mitbegründer von der Société Anonyme du «Casino de Luxembourg».
Zusammen mit Pierre Kemp, baute er zwischen 1880 und 1882 das Casino Luxembourg in der Liebfrauenstraße.
Beim Bau der Pescatore Stiftung hat er, zusammen mit Pierre Kemp, die Arbeiten geleitet. In Lothringen hat er eine ganze Reihe Gebäude für verschiedene Eisenhüttenwerke und für ihre Direktoren gebaut, und in Saarbrücken und Metz die Gebäude der Niederlassungen der Banque Internationale à Luxembourg. Auch eine ganze Reihe Häuser in Luxemburg wurden von ihm geplant, so z. B. das Servais-Haus am städtischen Boulevard Royal oder den Conrotseck am Krautmarkt.
Am 12. März 1896 war er, zusammen mit seinem Bruder Michel Mitbegründer von der Société anonyme des hauts-fourneaux de Differdange.
Am 26. Juni 1896 war er Mitbegründer von der Société Anonyme «des ardoisières d’Asselborn».
1899 hat er die Grundschule in Beyren errichtet.
1903 hat er die Kirche und das Pfarrhaus in Hüncheringen gebaut.

## Familie
Pierre Funck ruht im Familiengrab auf dem Liebfrauenfriedhof in Limpertsberg, im Familiengrab zusammen mit seinem Schwiegervater, Jean-François Eydt, und seinem Sohn, Paul Funck.
Sein Enkel Herbert Funck, hat die Dr. Martens-Schuhe mitentwickelt.
Seine Nichte, Adolphine Funck war mit Ernest Vander Linden verheiratet und seine Neffen waren Karl und Paul Bonatz, ebenfalls bekannte Architekten.
Sein Onkel war Nicolas Funck (Direktor des Kölner Zoos von 1870–1886).

## Auszeichnungen
- Ritter im Orden der Eichenkrone (Jahrgang 1904)[15]
- Ritter mit Krone im Militär- und Zivildienst-Orden Adolphs von Nassau (9. September 1911)[16]